# André le Chapelain
Pour les articles homonymes, voir Chapelain (homonymie).
André le Chapelain, appelé en latin Andreas Capellanus, est un écrivain français de la fin du XIIe siècle, auteur d'un livre intitulé De amore, qui traite de l'amour courtois en rassemblant des considérations sur l'amour à partir de sources très diverses : Ovide, Horace, Sénèque, Cicéron, mais aussi la Bible et Chrétien de Troyes, entre autres. 

## Biographie
On ne sait rien de précis sur la vie d'André le Chapelain. 
On suppose[Qui ?] que comme Chrétien de Troyes, il faisait partie de la cour de Marie de France (1145-1198), comtesse de Champagne, fille du roi de France Louis VII et de la duchesse Aliénor d'Aquitaine, alors reine de France, et qu'il était d'origine française[pas clair].

## LeTraité de l'amour courtois

### Titre original
Il s'agit d'un ouvrage écrit en latin dont le titre original est De arte honeste amandi (« De l'art d'aimer honnêtement »), parfois abrégé en Tractatus de amore, voire De amore.

### Datation: vers 1185?
C'est sans doute à la cour de Champagne qu'il écrit son traité. 
On trouve dans le texte une phrase parlant de la « richesse de la Hongrie ». Cela a suggéré l'hypothèse qu'il aurait été écrit entre 1184 (date à laquelle le roi Béla III de Hongrie envoie à la cour de France un état de ses richesses en proposant de se marier avec Marguerite (1158-1197), demi-sœur de Marie) et 1186 (date avant laquelle la proposition est acceptée).

### Contenu
Préface : L'ouvrage commence par une courte préface dans laquelle l'auteur s'adresse à un certain Gautier (Gualterus en latin) qu'il décrit comme un jeune homme qui vient d'être blessé par une flèche de l'Amour et à qui il veut enseigner « la façon dont deux amants peuvent préserver l'intégrité de leur amour de même que les moyens dont ceux qui ne sont pas aimés peuvent se débarrasser des flèches que Vénus a fichées dans leur cœur. »
Livre I : Cette partie définit l'amour; ses conditions de possibilité; ses effets; les moyens pour l'obtenir selon la condition sociale respective des personnes en cause; l'amour vénal; l'amour chez les paysans et chez les courtisans, etc. Au tout début de son traité, Le Chapelain offre une célèbre définition de l'amour, qui attache une grande importance à la conception traditionnelle de la vision :
| « Amor est passio quaedam innata procedens ex visione et immoderata cogitatione formae alterius sexus, ob quam aliquis super omnia cupit alterius potiri amplexibus et omnia de utriusque voluntate in ipsius amplexu amoris praecepta compleri. » | « L'amour est une passion naturelle qui naît de la vue de la beauté de l'autre sexe et de la pensée obsédante de cette beauté. On en vient à souhaiter par-dessus tout de posséder les étreintes de l'autre et à désirer que, dans ces étreintes, soient respectés, par une commune volonté, tous les commandements de l'amour. » |

L'amour serait ainsi, selon le Chapelain, tellement dépendant de la vue que les aveugles de naissance ne peuvent pas l'éprouver!
Livre II : Dans la seconde partie du traité, « Comment maintenir l'amour ? », l’auteur examine les façons de conserver l'amour et les problèmes d'infidélité. Il expose 21 « jugements d’amour » qui auraient été prononcés par certaines des plus grandes dames du royaume de France : sept de ces jugements sont attribués à Marie de France, comtesse de Champagne, trois à sa mère, Aliénor d'Aquitaine, trois autres à sa belle-sœur, la reine de France Adèle de Champagne, deux à sa cousine germaine, Élisabeth de Vermandois, comtesse de Flandre, un à l'« assemblée des dames de Gascogne » et cinq à Ermengarde de Narbonne (jugements 8, 9, 10, 11 et 15), qui est la seule dame nommément désignée par l'auteur qui ne soit pas apparentée aux autres. En dépit du caractère probablement fictif de ces jugements, ils attestent de la renommée acquise par Ermengarde dans le domaine de l’amour courtois, même dans l’ère culturelle de la langue d'oïl.
Cette partie se termine avec un Code d'amour de 31 articles. Ce Code met en évidence la séparation entre la fonction sociale et reproductive institutionnalisée par le mariage, et la relation amoureuse abandonnée à l'amour courtois.
- 1. L’allégation de mariage n’est pas excuse légitime contre l’amour.
- 2. Qui ne sait celer, ne sait aimer.
- 3. Personne ne peut se donner à deux amours.
- 4. L’amour peut toujours croître ou diminuer.
- 5. N’a pas de saveur ce que l’amant prend de force à l’autre amant.
- 6. Le mâle n’aime d’ordinaire qu’en pleine puberté.
- 7. On prescrit à l’un des amants, pour la mort de l’autre, une viduité de deux années.
- 8. Personne sans raison plus que suffisante ne doit être privé de son droit en amour.
- 9. Personne ne peut aimer s’il n’est engagé par la persuasion d’amour (par l’espoir d’être aimé).
- 10. L’amour d’ordinaire est chassé de la maison par l’avarice.
- 11. Il ne convient pas d’aimer celle qu’on aurait honte de désirer en mariage.
- 12. L’amour véritable n’a désir de caresses que venant de celle qu’il aime.
- 13. Amour divulgué est rarement de durée.
- 14. Le succès trop facile ôte bientôt son charme à l’amour : les obstacles lui donnent du prix.
- 15. Toute personne qui aime pâlit à l’aspect de ce qu’elle aime.
- 16. À la vue imprévue de ce qu’on aime, on tremble.
- 17. Nouvel amour chasse l’ancien.
- 18. Le mérite rend seul digne d’amour.
- 19. L’amour qui s’éteint tombe rapidement, et rarement se ranime.
- 20. L’amoureux est toujours craintif.
- 21. Par la jalousie véritable l’affection d’amour croît toujours.
- 22. Du soupçon et de la jalousie qui en découle croît l’affection d’amour.
- 23. Moins dort et moins mange celui qu’assiège pensée d’amour.
- 24. Toute action de l’amant se termine par penser à ce qu’il aime.
- 25. L’amour véritable ne trouve rien de bien que ce qu’il sait plaire à ce qu’il aime.
- 26. L’amour ne peut rien refuser à l’amour.
- 27. L’amant ne peut se rassasier de la jouissance de ce qu’il aime.
- 28. Une faible présomption fait que l’amant soupçonne des choses sinistres de ce qu’il aime.
- 29. L’habitude trop excessive des plaisirs empêche la naissance de l’amour.
- 30. Une personne qui aime est occupée par l’image de ce qu’elle aime assidûment et sans interruption.
- 31. Rien n’empêche qu’une femme soit aimée par deux hommes, et un homme par deux femmes.

Livre III : La troisième partie va à rebours des deux livres précédents en offrant une radicale condamnation de l'amour et un pamphlet contre les femmes : 

« En lisant ce petit ouvrage, ne cherche donc point à mener la vie des amants, mais fort de tes connaissances en amour, instruit dans la manière de séduire les femmes, tu pourras t’abstenir de cet art de la séduction pour obtenir la récompense éternelle et mériter d’être honoré par Dieu des plus grands présents. Car celui à qui on a donné la possibilité de pécher et qui n’en use point plaît davantage à Dieu que celui auquel on ne l’a pas accordée. »

### Réception au Moyen Âge
L'ouvrage a été extrêmement populaire dans les classes aristocratiques. Il a été traduit en français, en octosyllabes, par Drouart la Vache en 1290, puis dans les principales langues européennes. 
Le Chapelain  a influencé la conception de l'amour dans la littérature, notamment chez Pétrarque et Boccace. Par contre, Dante l'a condamné avec force dans l'épisode de Paolo Malatesta et Francesca da Polenta au Chant V de l’Enfer de la Divine Comédie.
Le livre a été condamné par Étienne Tempier, évêque de Paris, en 1277, pour avoir affirmé qu'il n'est pas possible d'offenser Dieu en cédant à l'amour car on est alors sous l'emprise de la passion et non de la volonté. 
Stendhal a repris des éléments du Code de l'amour dans De l'amour.

### Interprétations historiques
John Jay Parry, éditeur et traducteur américain du De amore, cite Robert Bossuat, qui décrit ce traité comme « une de ces œuvres capitales qui reflètent la pensée d'une grande époque, une œuvre qui explique le secret d'une civilisation ». On peut la considérer comme didactique, satirique, ou simplement descriptive ; en tout état de cause, elle préserve les attitudes et les pratiques qui constituaient le fondement d'une tradition longue et importante dans la littérature occidentale. 
Le système social de l'« amour courtois », peu à peu élaboré par les troubadours provençaux à partir du milieu du XIIe siècle, connut une extension rapide. Un des cercles dans lesquels cette poésie et son éthique ont été cultivés était la cour d'Aliénor d'Aquitaine (petite-fille d'un des premiers poètes troubadours, Guillaume IX d'Aquitaine). On a soutenu que De amore codifie la vie sociale et sexuelle de la cour d'Aliénor à Poitiers, entre 1170 et 1174, mais il a été manifestement écrit au moins dix ans plus tard et, semble-t-il, à Troyes. Il traite de plusieurs thèmes spécifiques qui faisaient l'objet d'un débat poétique entre troubadours et trobairitz à la fin du XIIe siècle.

Comme la compréhension de l'ouvrage de Chapelain « se heurte à des contradictions internes massives » en raison des différences de perspective sur l'amour entre les deux premières parties et la troisième, Jean-Yves Tilliette se demande s'il ne faut pas attribuer à l'auteur une intention ironique : « ne s'agit-il pas, en présentant les situations courtoises sous un jour volontairement outré, de disqualifier l'idéologie chevaleresque au profit d'une morale cléricale, âpre et foncièrement misogyne (auquel cas le troisième livre dirait la vérité de l'œuvre). » Il finit par opter pour une interprétation parodique :

« L'auteur, quel qu'il soit, se serait essayé, avec une virtuosité certaine, à pasticher tous les discours possibles en son temps sur l'amour, et à mettre en dialogue la psychologie d'Aristote et la physiologie de Galien, le lyrisme du Cantique des Cantiques et le cynisme d'Ovide, le romanesque de Chrétien de Troyes et l'ascétisme de Jérôme, constituant ainsi une petite summa scolastique sur un sujet que, dans les milieux estudiantins dont il est probablement issu, on ne prend pas vraiment au sérieux. »